# Guerra greco-turca (1919-1922)
La guerra greco-turca - altrimenti chiamata campagna greca della guerra d'indipendenza turca - fu un conflitto combattutosi tra maggio 1919 e ottobre 1922 tra la Grecia e la neonata repubblica di Turchia di Mustafa Kemal Atatürk, nel disgregato quadro della dissoluzione dell'impero ottomano, per riprendere il possesso dei territori dell'Anatolia e della Tracia assegnati alla Grecia con il trattato di Sèvres del 10 agosto 1920, che sanciva la pace nella prima guerra mondiale.
Con la vittoria della guerra, la Turchia riottenne le regioni contestate, mentre per la Grecia la fine del conflitto, noto nella storiografia ellenica come catastrofe dell'Asia Minore, provocò lo sconvolgimento dell'assetto demografico e culturale dell'intero Paese.

## Origini del conflitto

### Il contesto geopolitico

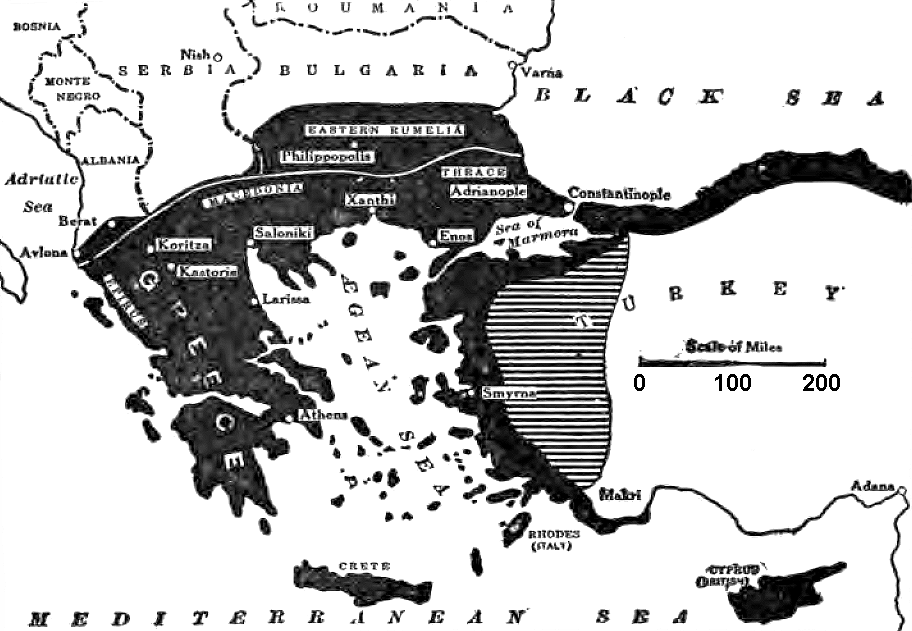
Carta dei territori rivendicati da Eleutherios Venizelos in occasione delle conferenze di pace di Parigi nel 1919.

Il contesto geopolitico della guerra greco-turca del 1919-1922 è legato alla divisione dell'Impero ottomano da parte dei governi alleati dopo la prima guerra mondiale; spartizione che è essa stessa una diretta conseguenza dell'intervento degli Ottomani a fianco della Triplice Alleanza durante il conflitto. Nel 1919, le forze greche ricevono l'autorizzazione dell'Intesa a sbarcare nella città di Smirne, in Anatolia. Comincia allora una nuova guerra, nel corso della quale il governo della Sublime porta si sbriciola e deve firmare il trattato di Sèvres (10 agosto 1920).
Lungo tutto il primo conflitto mondiale, numerosi accordi segreti - spesso contraddittori - sono sottoscritti fra i Paesi della Triplice intesa al fine di dividere l'Impero ottomano e di spartirsi le sue spoglie. A diverse riprese, la Grecia si vede così promettere territori che sono al medesimo tempo accordati ad altri Paesi vincitori. Così, gli accordi di San Giovanni di Moriana, firmati il 26 aprile 1917 dal Regno Unito, la Francia e l'Italia, concedono a quest'ultima una vasta zona d'influenza che include la regione di Smirne, peraltro rivendicata dal Regno di Grecia.
Parallelamente, i Paesi dell'Intesa, e in particolare il Regno Unito, promettono ad Atene importanti compensazioni territoriali in cambio della sua entrata in guerra al loro fianco: la Tracia orientale, la regione di Smirne e le isole di Imbro e Tenedo, in cui una parte sostanziosa della popolazione è ancora ellenofona all'inizio del XX secolo.
Alla conferenza di pace di Parigi del 1919, il capo del governo greco, Eleutherios Venizelos, fa dunque pressione sugli Alleati per attuare il suo sogno di una "Grande Grecia" (la Megali Idea), che comprenderebbe l'Epiro settentrionale, la totalità della Tracia e l'Asia minore, in qualche modo andando a ricreare il "nocciolo duro" dell'antico Impero bizantino. A contrastarlo, la delegazione italiana (stupefatta che i suoi «interessi in Vicino Oriente» non siano più ormai riconosciuti dalle altre grandi Potenze, e ciò in violazione degli Accordi di San Giovanni di Moriana), decide di abbandonare il tavolo dei negoziati. Durante l'assenza degli italiani, che dura fino al 5 maggio, il primo ministro britannico David Lloyd George giunge a convincere la Francia e gli Stati Uniti d'impedire a Roma d'intervenire in Anatolia occidentale. L'esercito greco può dunque sbarcare in tutta tranquillità a Smirne il 15 maggio 1919.
Tuttavia, in ciò che resta dell'Impero ottomano, tale intervento comporta il risorgere del sentimento patriottico e la nascita di un governo rivoluzionario (diretto da Mustafa Kemal) che si oppone ferocemente alla spartizione della Turchia.

### La comunità greca d'Anatolia

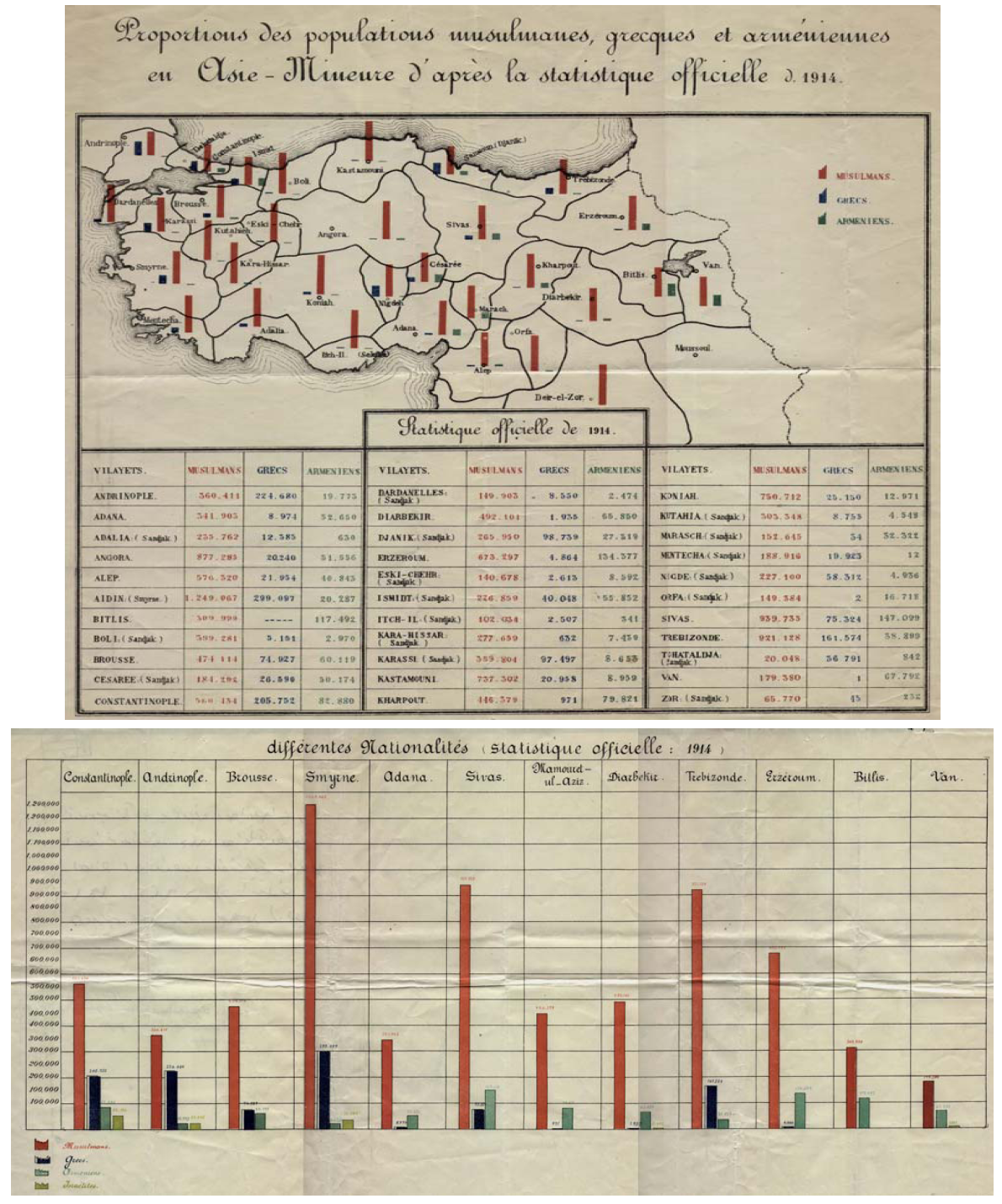
Proporzione delle popolazioni musulmane, greche e armene in Asia Minore secondo le statistiche ufficiali del 1914. Le popolazioni elleniche sono soprattutto presenti nelle aree perimetrali del mar Egeo e del mar Nero.

Una delle ragioni evocate dal governo greco per lanciare la spedizione d'Asia Minore nel 1919 era che esistevano, in questa regione, importanti popolazioni ortodosse di lingua greca che occorreva proteggere dai Turchi musulmani. Di fatto, i greci vivevano in Anatolia fin dall'antichità e le coste orientali del mar Egeo sono per lungo tempo appartenute al mondo greco.
Le città-Stato antiche, l'Impero romano largamente ellenizzato, poi l'Impero bizantino hanno esercitato il loro dominio politico sulla regione dall'Età del bronzo fino al XII secolo, quando si ebbero le prime devastanti incursioni dei turchi Selgiuchidi.
Prima dello scoppio della prima guerra mondiale, 2,5 milioni di greci vivevano in Turchia dal 1915, il governo dei Giovani Turchi mise in atto una politica di violenze, che può essere definita di genocidio, contro le minoranze dell'Impero ottomano, che colpì centinaia di migliaia di persone. Il massacro degli Armeni è senza dubbio il più noto di questi tragici avvenimenti ma i Greci del Ponto e dell'Anatolia orientale hanno ugualmente dovuto soffrire del genocidio.
Peraltro, chi si oppone agli argomenti greci ha mostrato che il governo dei Giovani Turchi non era più al potere fin dal 1919 e che il potere ottomano, era al contrario sottoposto controllo britannico. D'altronde, in una lettera al Re greco Costantino I di Grecia datata gennaio 1915, Venizelos rivelava già le sue speranze di conquista territoriale in Turchia dichiarando: «Ho l'impressione che le concessioni fatte alla Grecia in Asia Minore [...] saranno così ampie da valere un'altra Grecia, così vaste e non meno ricche [dell'attuale], e che si aggiungeranno alla Grecia, già raddoppiata, per l'essere uscita vittoriosa dalle guerre balcaniche».
L'idea che i greci formassero la maggioranza delle popolazioni dei territori rivendicati dalla Grecia è stata contestata da alcuni storici.

### Il nazionalismo greco
Una delle principali motivazioni della guerra greco-turca del 1919-1922 è la volontà dei dirigenti greci di attuare la Megali Idea (Grande Idea), un concetto centrale del nazionalismo greco. La Megali Idea è una volontà irredentista di dar vita a una sorta di nuovo Impero bizantino chiamato a dominare le due sponde del mar Egeo, altrimenti detto una «più grande Grecia», che comprenderebbe i territori popolati da ellenofoni ma situati all'esterno delle frontiere nazionali (in Ionia, in Tracia, sul Ponto, a Costantinopoli, etc.). Dalla Guerra d'indipendenza greca nel 1821-1830 fino alla Dittatura dei colonnelli negli anni settanta, la Megali Idea gioca un ruolo fondamentale nella politica ellenica. Numerosi uomini politici greci hanno così fatto riferimento, nei loro discorsi, al carattere 
(Michael Llewellyn Smith, Ionian vision: Greece in Asia Minor, 1919-1922, Londra, Hurst & Company, 1998, p. 3.)

il Primo Ministro Ioannis Kolettis dichiara così, davanti all'Assemblea nazionale greca, nel 1844: 
(Michael Llewellyn Smith, op. cit., p. 3)

Tuttavia, la Megali Idea non è il semplice prodotto del nazionalismo del XIX secolo. In un certo modo è profondamente ancorata nella coscienza religiosa dei Greci. Essa è legata alla volontà di restituire Costantinopoli alla Cristianità e di ridare vita all'Impero bizantino, caduto nel 1453. 
(Michael Llewellyn Smith, op. cit., p. 3)

### Lo "Scisma nazionale"

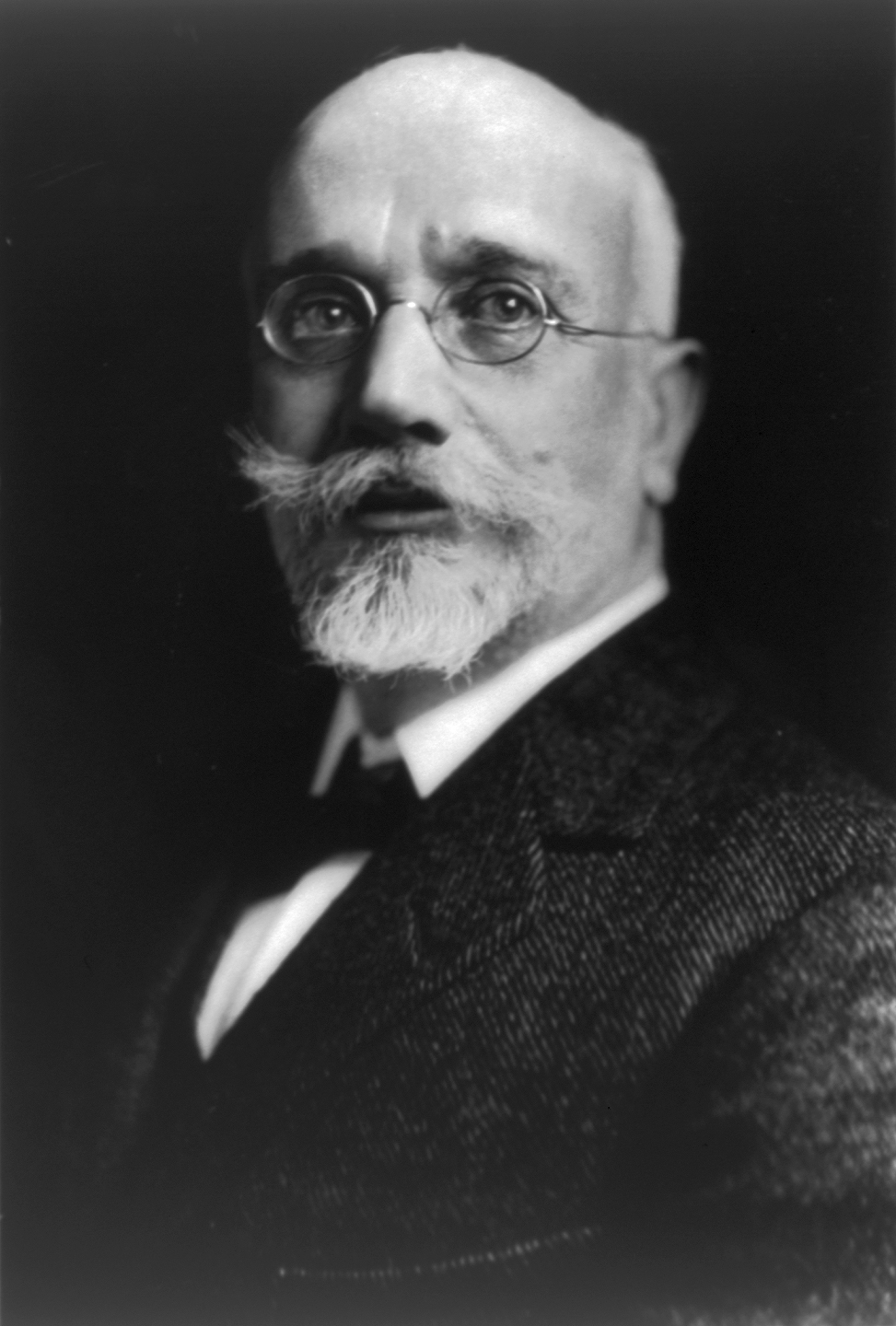
Eleutherios Venizelos, l'ideatore della Megali Idea.

Allorché esplose la prima guerra mondiale, il re Costantino I di Grecia si ritrova nella difficile posizione di dover scegliere in quale campo fare entrare il proprio Paese. Nonostante la sua stretta parentela con le famiglia reale britannica e russa, è all'Impero tedesco che Costantino si sente maggiormente vicino. Il re degli Elleni ha in effetti ricevuto una parte della propria formazione militare a Berlino e ha poi sposato una sorella cadetta del kaiser Guglielmo II.
All'inizio del conflitto, il governo di Londra spera che l'esser cugino del sovrano britannico possa bastare a convincere re Costantino ad allinearsi alla Triplice intesa. In un primo tempo, il sovrano greco fa una timida promessa di allearsi ai nemici della Triplice alleanza e asseconda il proprio Primo Ministro Eleutherios Venizelos, che spera di discutere con gli Alleati le condizioni offerte alla Grecia in cambio della sua partecipazione al conflitto a loro fianco. Secondo la regina Sofia, suo marito è, all'epoca, «interamente pervaso dallo spettro di Bisanzio» e «sogna di marciare sulla grande città di Santa Sofia alla testa dell'esercito greco». Pertanto, per lui, le condizioni d'ingresso in guerra del proprio Paese sono assai chiare: la riconquista di Costantinopoli deve effettuarsi senza far prendere rischi eccessivi alla Grecia.
Finalmente, dopo il disastro alleato della Campagna dei Dardanelli, nel 1915, Costantino I sceglie la neutralità per la Grecia, mentre Venizelos, favorevole all'Intesa, è rimesso al suo posto di Primo Ministro. Poco tempo dopo, il 9 ottobre 1916, l'uomo politico raggiunge Salonicco ed entra nel "Comitato di Difesa nazionale", trasformato in «Governo di Difesa nazionale". Mette in piedi un esercito greco che possa affiancarsi agli Alleati e dichiara guerra alla Bulgaria l'11 novembre. La Grecia è allora tagliata in tre parti dal "Grande Scisma"» (o Ethnikos Dikhasmos): a sud, la zona dipendente dal governo reale, con capitale Atene; a nord (in Tessaglia e in Epiro), quella del governo provvisorio, con capitale Salonicco; e fra le due, una zona neutra controllata dalle forze alleate per evitare la guerra civile che incombe, come mostrato dagli avvenimenti del dicembre 1916. Finalmente, il 12 giugno 1917, sotto la minaccia d'uno sbarco dell'Intesa al Pireo, Costantino I parte per l'esilio, senza ufficialmente abdicare. Il suo secondogenito, Alessandro I, sale allora sul trono per sostituirlo. Il 21 giugno, Venizelos forma un nuovo governo ad Atene e prosegue la sua politica bellicista contro le Potenze Centrali.

## Svolgimento delle operazioni belliche

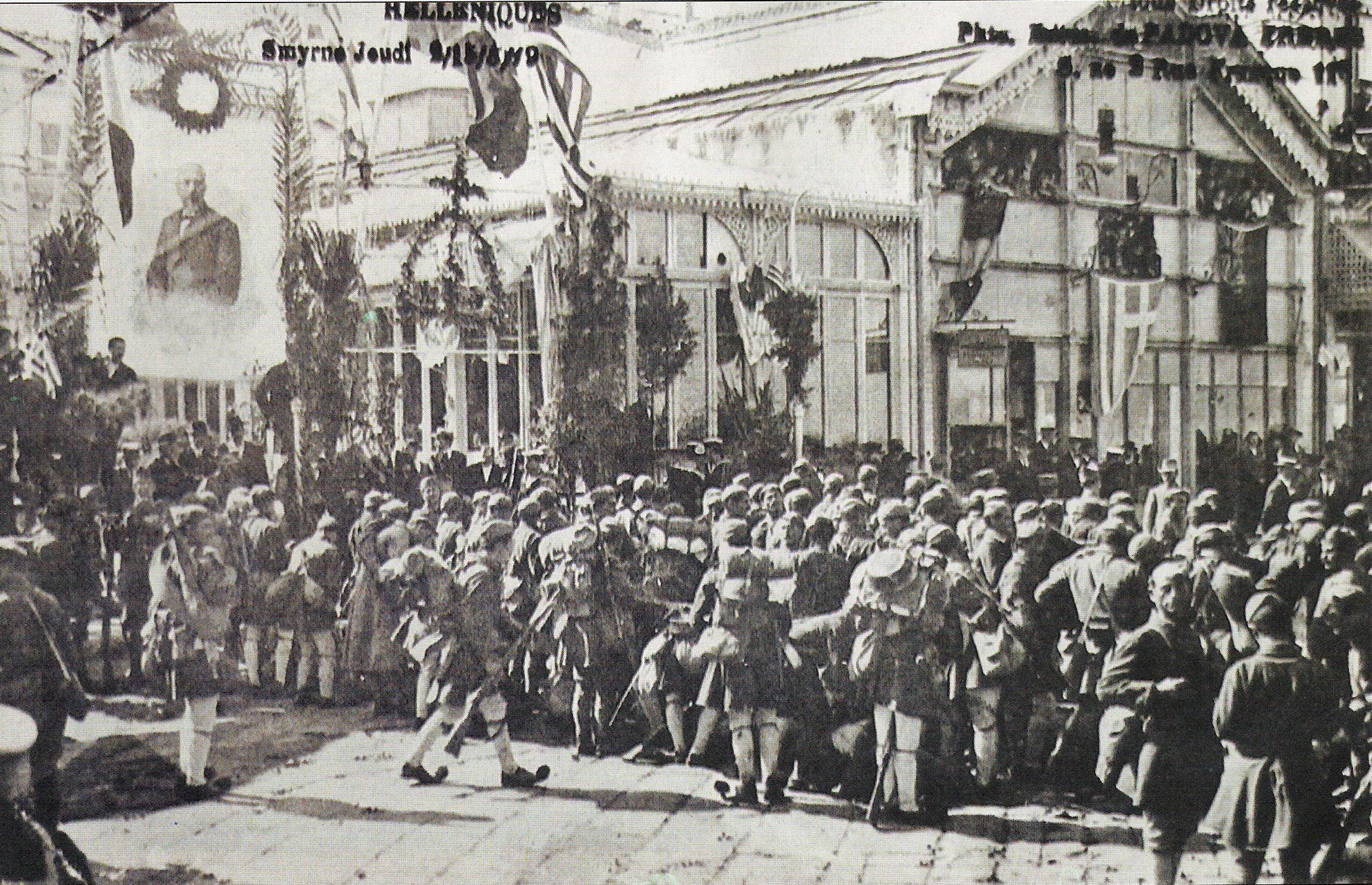
Soldati greci che prendono posizione a Smirne (1919).

L'inizio della guerra greco-turca del 1919-1922 segue di qualche mese la firma dell'Armistizio di Mudros del 30 ottobre 1918, che consacra la vittoria delle potenze della Triplice intesa, di cui la Grecia fa parte, sull'Impero ottomano. Il conflitto può essere grossolanamente diviso in tre fasi:
1. Lo sbarco dei Greci in Asia Minore e il consolidamento della loro presenza militare sulla costa egea (maggio 1919-ottobre 1920);
2. L'offensiva greca contro i Turchi (ottobre 1920-agosto 1921);
3. La contro-offensiva turca e la riconquista dei territori occupati dalla Grecia (agosto 1921-agosto 1922).

### L'occupazione di Smirne (maggio 1919)
Il 15 maggio 1919, 20 000 soldati greci sbarcano a Smirne (4º e 5º reggimento di fanteria e I/38º reggimento di Euzoni) e prendono il controllo della città e dei suoi dintorni grazie all'appoggio delle truppe da sbarco greche, francesi e britanniche. La giustificazione legale di tale sbarco si trova nell'articolo 7 del Trattato d'armistizio di Mudros, che consente agli Alleati di 
I Greci e gli altri cristiani (principalmente armeni) di Smirne formano all'epoca una semplice minoranza fra gli abitanti, secondo le fonti turche, ma una vera maggioranza, secondo le fonti greche. Quale che sia il loro numero reale, i cristiani accolgono le truppe greche come liberatrici, mentre la popolazione turca vede in esse degli invasori. Dall'inizio dello sbarco greco, e sebbene l'esercito turco abbia ricevuto l'ordine del suo governo di non aprire il fuoco, si producono atti sporadici di resistenza. Così, il 15 maggio 1919, un nazionalista turco nascosto nella folla degli astanti che assistono allo sbarco, Hasan Tahsin, spara un colpo di arma da fuoco sui soldati greci che arrivano nel porto, prima di essere egli stesso ucciso. Come rappresaglia, l'esercito greco colpisce le caserme e le costruzioni ufficiali turche. Dal primo giorno dell'occupazione, fra i 300 e i 400 Turchi e un centinaio di Greci sono uccisi.
La presenza greca è avvertita come un'umiliazione per molti Turchi e musulmani. Numerosi civili turchi bloccati dalla folla sono assoggettati a orribili crudeltà, commesse tanto dai soldati quanto dai civili. Una lunga linea di morti e di feriti viene osservata lungo il fronte che dà sul mare.

### L'occupazione dell'entroterra di Smirne
Le truppe greche si dispiegano lungo l'entroterra di Smirne: il 22 maggio, il 5º Reggimento di Fanteria si trasferisce a Mainemene, il 24 il II Battaglione occupa Nymphaeum, il 25, il I e III battaglione occupano la zona del Meandro. Il 27 maggio, il IV Reggimento di Fanteria s'insedia ad Aydın, da dove viene cacciato il 30 giugno da un contrattacco turco. La città è ripresa il 3 luglio. Le truppe turche avrebbero fatto 6 500 morti nella popolazione civile. Il 29 maggio, due compagnie dell'8º reggimento (cretese) sbarcano ad Ayvalik. Il 30 maggio, il II/38º Battaglione di Euzones occupa Tiatira, nella prefettura di Aydın, dove è accolto con entusiasmo dalla popolazione. Il 2 giugno, il I/38º Battaglione Euzones occupa Ödemish. Il 6 giugno, il 5º Reggimento Fanteria occupa Akhisar vicino a Smirne. Il 13 giugno, il I Battaglione dell'8º Reggimento di Fanteria e una compagnia del 3º Reggimento di Cavalleria s'installa a Pergamo.

### Le offensive greche dell'estate 1920
Tra la primavera e l'estate del 1920, l'esercito greco lancia una serie d'offensive vittoriose in direzione della vallata del Meandro, di Peramos (Karşıyaka) e di Filadelfia (Alaşehir). L'obiettivo di queste operazioni, che incontrano una resistenza turca sempre più dura, è quello di dare profondità strategica alla difesa di Smirne. Esse si concludono nell'estate del 1920, con l'assunzione di controllo da parte della Grecia di tutto l'occidente e della maggior parte del nord-ovest dell'Asia Minore. Combattimenti hanno luogo anche in Tracia.
Il 27 maggio 1920, la Divisione «Serres» rileva le truppe francesi che stazionavano a Komotini mentre la Divisione «Xanthe» del 15º Reggimento di Fanteria fa lo stesso, sbarcando ad Alessandropoli. Questa Divisione prosegue nella sua marcia ed entra a Didymoteicho il 2 giugno, rilevando le truppe francesi.

### Il Trattato di Sèvres (agosto 1920)
Due anni dopo all'incirca la fine della prima guerra mondiale, i rappresentanti dell'Impero ottomano sconfitto firmano, il 10 agosto 1920, il Trattato di Sèvres. In base a questo accordo, i Turchi cedono al Regno di Grecia la Tracia orientale (fino alla linea di Çatalca), le isole di Imbro e di Tenedo, come anche il vilayet di Smirne. La Grecia è in tal modo ricompensata per il suo intervento in guerra a fianco degli Alleati a partire dal 1917, mentre l'Impero ottomano, che conserva in Europa solo un minuscolo territorio nella regione di Costantinopoli, è punito per la sua alleanza con le Potenze Centrali.
Nonostante tutto, le concessioni fatte ad Atene non soddisfano totalmente il governo greco: innanzi tutto perché Costantinopoli resta fuori dalla sua sfera d'influenza e poi perché Smirne e la sua regione non sono completamente integrate al Regno di Grecia. In base al Trattato, la Grecia può solo amministrare l'enclave smirniota, che resta nominalmente sotto la corona del Sultano ottomano. Un parlamento locale deve esservi eletto ed è solo dopo cinque anni di un simile regime che un referendum deve essere organizzato sotto l'egida della Società delle Nazioni al fine di consultare la popolazione sul suo desiderio d'integrarsi o meno alla Grecia.
Alla fine, né l'Impero ottomano, per il quale le conseguenze dell'accordo sono estremamente dure, né la Grecia accettano di ratificare il Trattato di Sèvres.

### L'espansione greca (ottobre 1920)
Nell'ottobre 1920, l'esercito greco avanza ancor più lontano in Anatolia occidentale, e ciò con l'appoggio del Primo Ministro britannico David Lloyd George, che cerca così di accrescere le pressioni sul governo ottomano per obbligarlo a ratificare il Trattato di Sèvres. La campagna greca comincia sotto il governo liberale di Eleutherios Venizelos ma, poco dopo l'inizio della nuova offensiva, questi è sostituito alla testa del Paese da Dīmītrios Gounarīs, che nomina al comando delle forze armate ufficiali monarchici inesperti.
L'obiettivo strategico delle operazioni condotte in questa fase è quello di vincere definitivamente i nazionalisti turchi e di obbligare Mustafa Kemal a sedersi al tavolo dei negoziati. Sicuri della loro superiorità numerica e materiale, i Greci mirano a uno scontro rapido in cui essi possano sconfiggere le truppe turche sotto-equipaggiate. Tuttavia essi fronteggiano una resistenza elastica, dal momento che le truppe turche, coscienti delle loro debolezze, preferiscono sfuggire il combattimento e battere in ritirata in modo disciplinato per evitare l'accerchiamento.

### Il cambio di governo in Grecia (novembre-dicembre 1920)

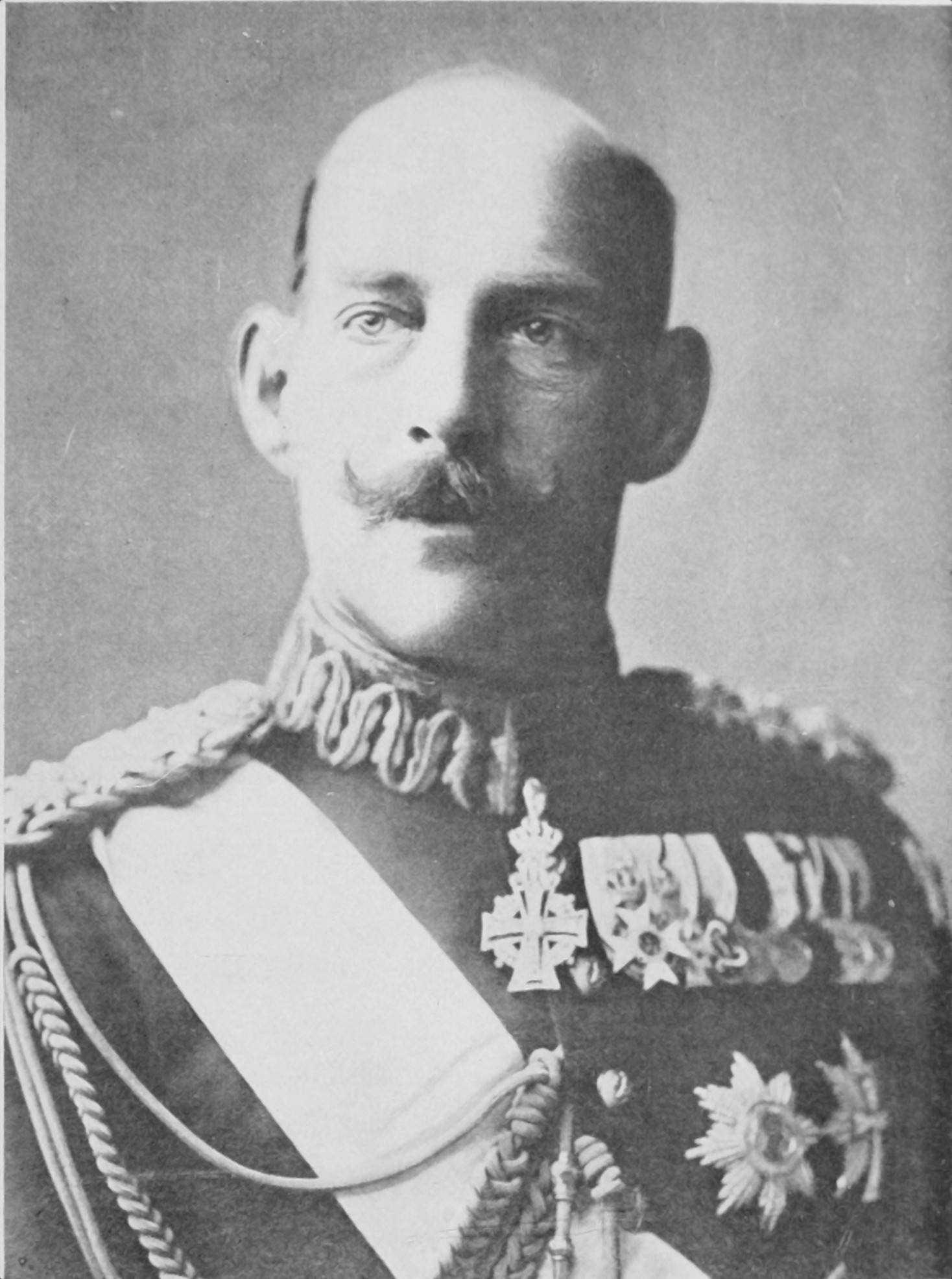
Il re Costantino I di Grecia, feroce nemico di Venizelos.

Nell'ottobre 1920, il giovane re Alessandro I di Grecia è morso da una scimmia nei giardini del palazzo reale e muore, poco dopo, di setticemia. Nel Paese, l'evento provoca importanti sommovimenti politici, perché ciò lasciava la Grecia senza sovrano. Alessandro I aveva in effetti concluso un matrimonio con una donna non appartenente alla nobiltà e la loro figlia unica, la principessa Alessandra, non può succedergli sul trono. Quanto ai fratelli del sovrano, i principi Giorgio e Paolo, rifiutano di salire al trono fintanto che il loro padre, l'ex-re Costantino, è vivo.
Nemico feroce di Costantino durante la prima guerra mondiale, Venizelos s'oppone alla restaurazione dell'antico sovrano e preferirebbe proclamare la repubblica in Grecia. Ma il Primo Ministro è consapevole che le grandi Potenze europee, e in particolare il Regno Unito, non sono disposti ad accettare una tale evoluzione e non si risolve quindi a modificare la forma istituzionale del Paese.
Nella campagna che precede le elezioni legislative programmate per il 1º novembre 1920, la questione del regime e del ritorno eventuale di Costantino I sul trono oppone dunque i venizelisti ai monarchici. Il Primo Ministro e i suoi sostenitori appaiono, a quest'epoca, come i responsabili d'una guerra greco-turca che non conduce ad alcunché. Per contro, i sostenitori della monarchia promettono di por fine al conflitto, senza peraltro presentare un vero piano di ritiro. Desiderosi di restaurare la pace, gli elettori ellenici votano infine per il cambiamento e i venizelisti guadagnano solo 118 seggi parlamentari su un totale di 369. Nel Paese, lo choc è così grave che Venizelos e i suoi sostenitori più vicini scelgono di abbandonare la Grecia e di partire in esilio.
Dopo le elezioni, un nuovo governo, incarnato da Dīmītrios Rallīs, organizza un plebiscito destinato a richiamare Costantino I al potere. All'estero, la restaurazione del cognato del Kaiser è malvista e gli Alleati fanno sapere ad Atene che toglieranno alla Grecia ogni loro sostegno se l'antico re risalisse sul trono. Nonostante tutto, questo plebiscito è organizzato in dicembre e i risultati truccati danno il 99% dei voti a favore del ritorno dell'antico monarca. Gli Alleati sono furiosi e la Grecia si ritrova isolata sulla scena internazionale.
Il ritorno di Costantino e dei suoi sostenitori al potere ha anche conseguenze gravi oltre che a livello diplomatico. Nelle forze armate, la disfatta elettorale di Venizelos conduce all'allontanamento di tutti i suoi sostenitori dal loro comando, e ciò nel momento in cui si trattava di marciare su Ankara. I veterani della prima guerra mondiale, largamente responsabili della conquista di Smirne e dell'Asia Minore, sono congedati, mentre il Comando Supremo dell'Esercito è affidato al generale Anastasios Papoulas, un elemento assai vicino a Costantino I.

### Le battaglie di İnönü (dicembre 1920-marzo 1921)
Nel dicembre 1920, i Greci hanno conquistato l'Anatolia fino alla regione di Eskişehir ma, sottoposti all'intensa resistenza turca, devono ritirarsi sulle loro posizioni iniziali. L'esercito ellenico riprende nonostante tutto la sua campagna all'inizio dell'anno 1921 e affronta truppe turche sempre meglio addestrate ed equipaggiate. L'offensiva greca è fermata per la prima volta nella prima battaglia di İnönü, che ha luogo l'11 gennaio 1921. Si tratta di un confronto minore, che coinvolge una sola Divisione greca. Tuttavia, il significato politico di questo scontro non deve essere sottostimato, nella misura in cui esso copre di gloria i rivoluzionari turchi. Di fatto, la vittoria turca a İnönü conduce gli Alleati a proporre un emendamento al Trattato di Sèvres in occasione della Conferenza di Londra del febbraio-marzo del 1921, in cui il governo ottomano e le forze rivoluzionarie di Mustafa Kemal sono entrambi rappresentati.
Ma, benché accordi siano stati trovati con l'Italia, la Francia e il Regno Unito, il governo greco rifiuta di accettare le decisioni prese. Persuasi di conservare ancora il vantaggio strategico e di poter negoziare una pace più favorevole, i Greci lanciano un secondo attacco il 27 marzo: è la seconda battaglia di İnönü. Tuttavia, questa volta ancora, i nazionalisti turchi danno prova di una tenacissima resistenza e guadagnano infine il combattimento il 30 marzo.
Durante il conflitto, la Grecia non riceve alcun sostegno esterno. Certo, la Gran Bretagna appoggia il suo desiderio d'espansione territoriale ma essa rifiuta d'intervenire nei combattimenti per non scontentare i Francesi. Per contro, le truppe turche ricevono un'assistenza significativa dalla Russia sovietica, che è in fase di crescita dopo che la Guerra Civile contro le forze anticomuniste sta volgendo a suo favore.

### Il rovesciamento delle alleanze a favore della Turchia
Nel marzo 1921, tutti gli altri fronti sui quali combattono i Turchi sono liberati: cosa che consente a Mustafa Kemal e ai suoi alleati di disporre ormai di risorse per contrastare le forze armate greche. Di fatto, Francesi e Italiani firmano trattati di pace con i rivoluzionari turchi e riconoscono a questi ultimi il possesso dei territori precedentemente disputati. Ben di più, le due potenze mediterranee accettano di vendere armi ai loro antichi avversari per contrastare il governo greco, ormai considerato un cliente del Regno Unito. Gli Italiani utilizzano anche la loro base di Antalya per aiutare i rivoluzionari turchi e fornir loro informazioni riguardanti le forze greche. Il 7 ottobre 1921, un accordo concluso fra Kémal e Parigi mette fine alla presenza militare francese in Cilicia. La Francia cede allora gratuitamente alle forze armate turche 10 000 uniformi, 10 000 fucili mauser, 2 000 cavalli, 10 aerei Bréguet e il centro telegrafico di Adana e i porti sul Mediterraneo che essa controllava. La Francia costruisce infine una fabbrica di munizioni ad Adana per approvvigionare l'esercito rivoluzionario kemalista.
Oltre a tali stretti vincoli con la Francia e l'Italia, le forze di Mustafa Kemal intrattengono relazioni assai positive con l'Unione Sovietica. Il Trattato di Mosca del 1921, firmato dopo la fine della Guerra turco-armena, rafforza d'altronde l'amicizia turco-sovietica e permette ad Ankara di ricevere fondi e munizioni dal suo nuovo alleato.

### La battaglia di Afyonkarahisar-Eskişehir (luglio 1921)
Dal 27 giugno al 20 luglio 1921 si tenne la battaglia di Afyonkarahisar-Eskişehir, in cui l'esercito greco, considerevolmente rinforzato, ebbe nettamente la meglio sulle truppe turche comandate da İsmet Pascià. Il confronto, che si sviluppa lungo una linea immensa di fronte, che si estende fino ai punti strategici di Afyonkarahisar, Eskişehir e Kütahya, porta al ritiro turco che riesce a evitare l'accerchiamento e organizza una ritirata strategica a est del fiume Sakarya. I Greci, il cui morale vacillante è rinvigorito dalla vittoria, sono ormai alle porte di Ankara.

### La battaglia del Sakarya (agosto-settembre 1921)

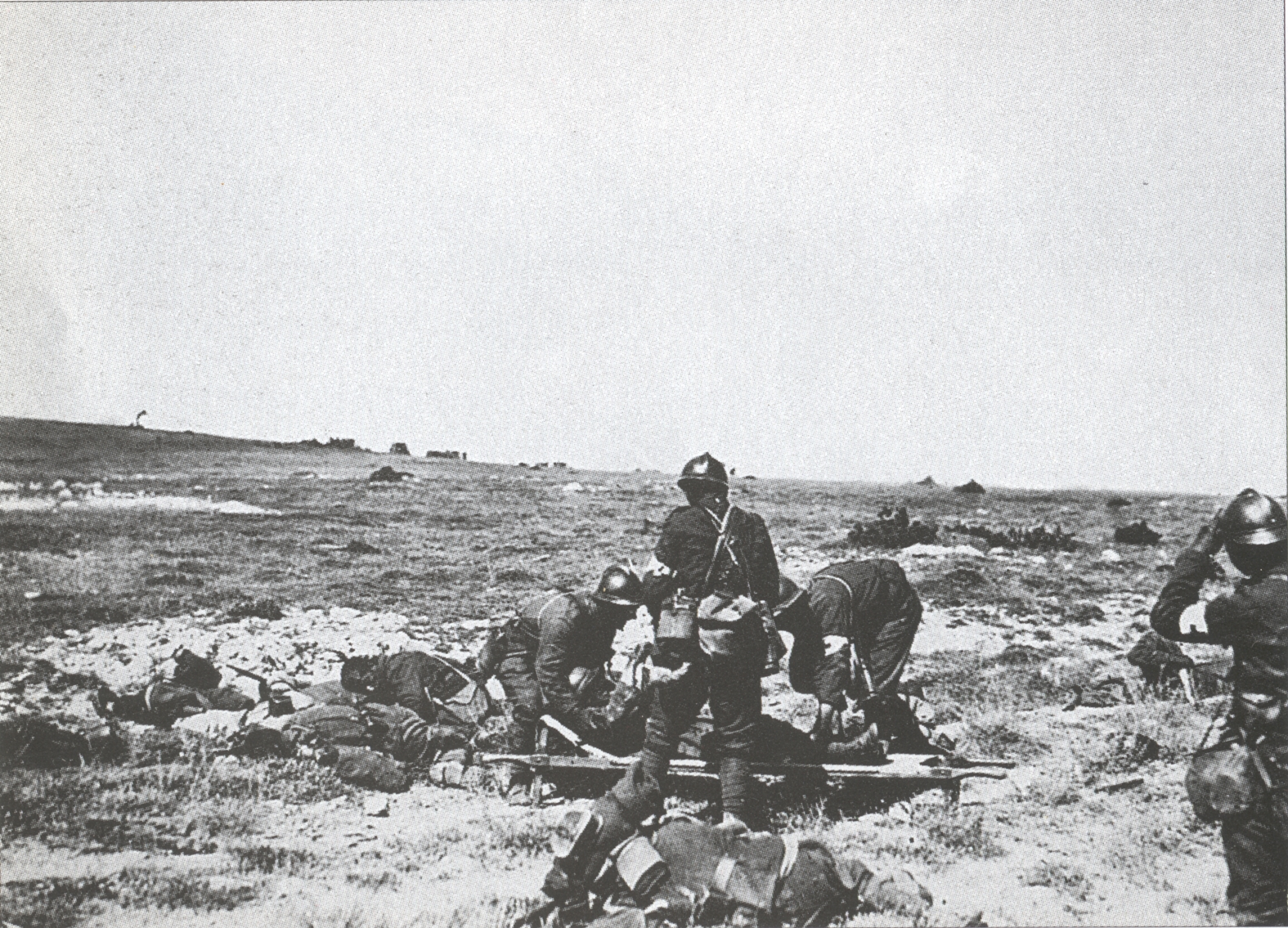
Evacuazione di soldati greci feriti durante la battaglia del Sakarya.

Dopo la ritirata delle truppe turche di İsmet Pascià, l'esercito ellenico avanza in direzione del fiume Sakarya (Sangarios, in greco), in una regione situata a meno di 100 km da Ankara. Convinti di essere sul punto di travolgere la Turchia, i Greci sono entusiasti. Ad Atene, re Costantino I lancia il grido di guerra «Ad Angora!» e invita ufficiali britannici ad assistere ad Ankara a un pranzo celebrativo della vittoria.
A dispetto del sostegno sovietico, l'esercito turco dispone di poco materiale bellico e i proprietari di fucili, pistole e munizioni vedono le loro armi requisite mentre ogni proprietario di abitazione è tenuto a fornire alle truppe un paio di indumenti intimi e sandali. La situazione è tanto critica che numerosi sono coloro che pensano che i rivoluzionari turchi, che fino ad allora hanno evitato l'accerchiamento, rischino di scomparire in una guerra d'usura difendendo la loro capitale.
Il parlamento turco, scontento della disfatta di İsmet Pascià e del comandante in capo del fronte orientale, sostituisce quest'ultimo con Mustafa Kemal Pascià e Fevzi Pascià. L'offensiva greca è accolta da una resistenza feroce che culmina nei 21 giorni della battaglia del Sakarya (23 agosto-13 settembre 1921). La difesa turca si posiziona sulle altitudini dell'area e i soldati greci devono prenderle d'assalto a una a una. I rivoluzionari riescono a conservare alcune posizioni, ma ne perdono altre, mentre alcune sono più volte conquistate, perdute e riconquistate di volta in volta. Nonostante tutto, i Turchi cercano di risparmiare i loro uomini, dal momento che i Greci hanno dalla loro il vantaggio numerico.
Il confronto decisivo si ha quando l'esercito ellenico tenta di prendere Haymana, situata alcuni km a sud di Ankara. La ferocia di questa battaglia, nel corso della quale i Turchi danno prova di una fortissima capacità di resistere, esaurisce del tutto i soldati, che prendono in considerazione l'idea di ritirarsi. Sono tuttavia i Greci ad abbandonare per primi il combattimento e a scegliere di rimpatriare le loro forze. Occorre dire che l'esercito greco risente dell'ampiezza dei territori che occupa e dalle distanze che deve percorrere per fare affluire il materiale necessario alla guerra. Di fatto, i soldati greci sono pressoché a corto di munizioni, mentre il Quartier Generale ordina la ritirata.
La partenza dei Greci avviene in ordine e calma: essi evacuano il territorio nel giro di alcune settimane e ritornano sulle loro posizioni di partenza di giugno. Nonostante tutto, da parte turca, la gioia è immensa e il parlamento rivoluzionario ricompensa Mustafa Kemal Pascià e Fevzi Pascià con il titolo di maresciallo per i servizi resi in occasione della battaglia del Sakarya. L'evento non è cosa comune: da allora, nessun cittadino turco è stato mai insignito di questo titolo da parte del governo.

### Lo stallo (settembre 1921-agosto 1922)
Dopo lo scacco della propria offensiva militare, la Grecia chiede aiuto agli Alleati. Tuttavia, dal 1922, il Regno Unito, la Francia e l'Italia decidono che il Trattato di Sèvres non è più proponibile e che deve essere riveduto. In accordo con questa decisione, le truppe francesi e italiane ancora presenti in Anatolia sono evacuate, cosa che indebolisce ulteriormente la posizione ellenica.
In marzo, gli Alleati propongono un armistizio ai due belligeranti, ma Mustafa Kemal, capendo che gode ormai d'un preciso vantaggio strategico, rifiuta ogni accordo fintanto che i Greci siano ancora presenti in Asia Minore e intensifica i suoi sforzi per riorganizzare le forze armate turche prima dell'offensiva finale. Nello stesso tempo, i Greci irrobustiscono le loro posizioni difensive, ma il morale delle truppe è afflitto dalla mancanza d'azione e dal prolungamento della guerra. Per lo storico Malcolm Yapp:

(M.E. Yapp, The making of the modern Near East, 1792-1923, Londra-New York, Longman, 1987, p. 319)

### Il contrattacco turco (agosto 1922)
I rivoluzionari turchi lanciano infine il loro contrattacco, conosciuto oggi sotto il nome di «Grande offensiva» (in turco: Buyuk Taaruz), il 26 agosto 1922. Le posizioni greche più importanti cadono il 26 agosto e la base d'Afyon è presa il giorno seguente. Il 30 agosto, l'esercito greco è vinto in maniera decisiva nella battaglia di Dumlupınar: la metà dei soldati greci è in quell'occasione uccisa o fatta prigioniera e l'equipaggiamento interamente perduto. Durante il confronto, i generali greci Tricoupis e Dionis sono del pari fatti prigionieri. Ironicamente, il gen. Tricoupis apprende poco tempo dopo e dallo stesso Kemal che è stato nominato comandante-in-capo al posto del gen. Hajianestis.
Il 1º settembre, Mustafa Kemal lancia il suo famoso proclama ai soldati turchi: «Soldati, il vostro primo obiettivo è il Mediterraneo, avanti!». L'indomani, Eskişehir è ripresa e Atene chiede ai Britannici di organizzare una tregua che preservi quanto meno la presenza ellenica a Smirne. Il 6 settembre, le città di Balıkesir e di Bilecik cadono a loro volta e Aydın segue la medesima sorte il giorno dopo. Quanto a Manisa, è conquistata l'8 settembre. In Grecia, il governo presenta le proprie dimissioni mentre la cavalleria turca entra a Smirne il 9 settembre. L'espulsione dell'esercito greco d'Anatolia si esaurisce il 14 settembre.
Le forze di Mustafa Kemal prendono la direzione del nord e si dirigono verso il Bosforo, il mar di Marmara e i Dardanelli, in cui le guarnigioni alleate sono rafforzate dalle truppe britanniche, francesi e italiane venute da Costantinopoli. Il governo britannico decide di resistere all'avanzata turca nei Dardanelli se necessario, e chiede ai Francesi e agli Italiani di aiutare i Greci a restare presenti nella Tracia orientale (si veda la Crisi di Çanakkale). Tuttavia le due Potenze mediterranee abbandonano le loro posizioni sullo Stretto e lasciano i Britannici da soli di fronte ai Turchi. Il 24 settembre, le truppe di Kemal si dirigono verso la zona degli Stretti e si oppongono alla richiesta britannica di arretrare. Il governo di Sua Maestà è diviso, ma un conflitto armato è infine evitato. Il generale inglese Charles Harington, comandante alleato a Costantinopoli, proibisce ai suoi uomini di sparare sui Turchi e mette in guardia il suo governo dall'avviarsi in un'insensata avventura. La flotta greca abbandona infine l'antica capitale bizantina e i Britannici decidono di forzare i Greci a ritirarsi al di là del fiume Maritsa, in Tracia. Mustafa Kemal accetta allora di aprire i negoziati di pace.

### Riconquista di Smirne (settembre 1922)

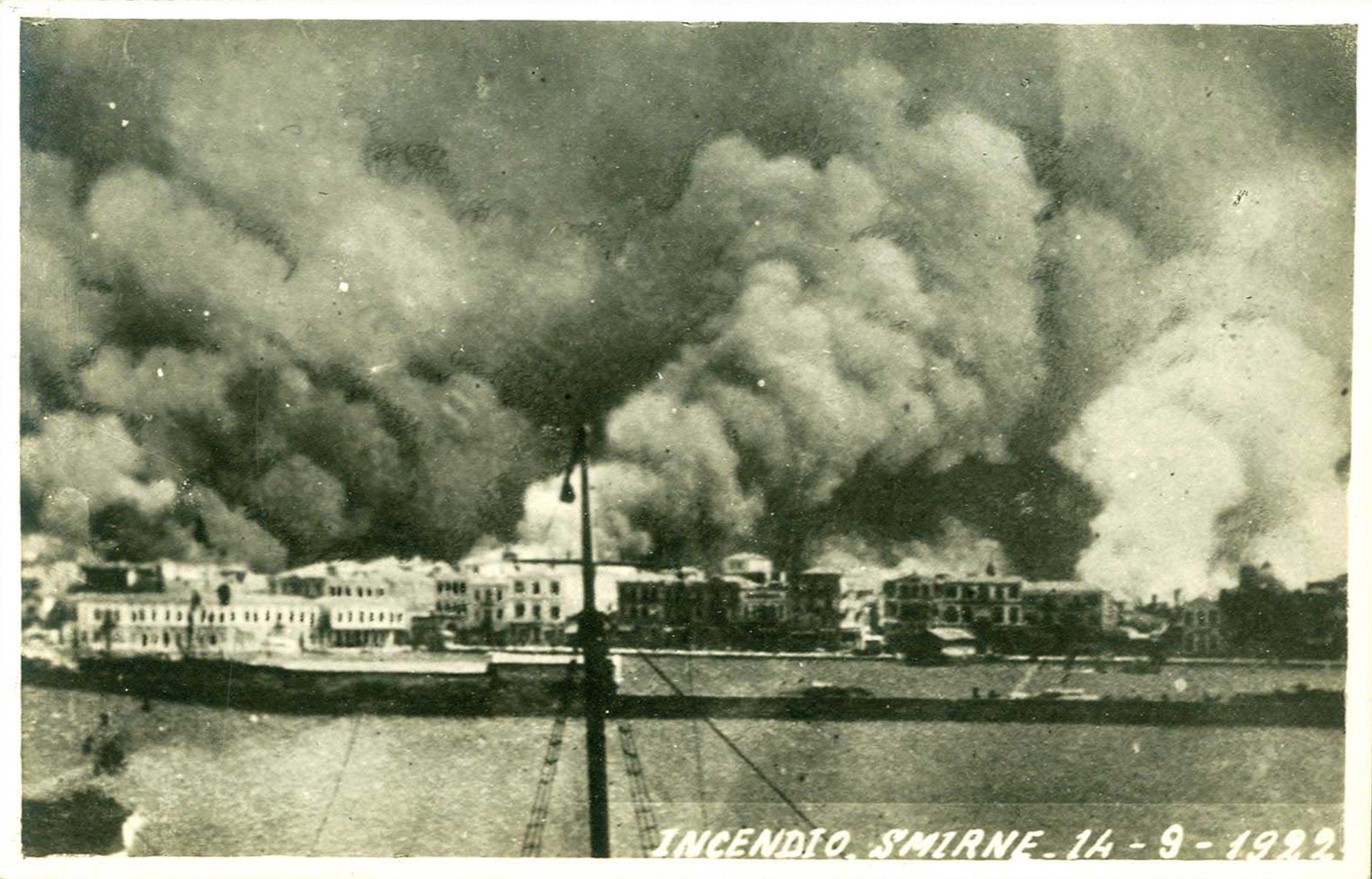
L'incendio di Smirne, il 13 settembre 1922.

Durante le ultime settimane di guerra, le popolazioni civili greca e armena d'Asia Minore affluiscono verso Smirne a un ritmo di più di 20 000 persone giornaliere, al fine di sfuggire alle persecuzioni turche. Cosciente dei disordini che potrebbero derivare dalla nuova occupazione della città, Mustafa Kemal pubblica dunque un proclama destinato ai suoi soldati, in cui egli minaccia di morte tutti coloro che molesteranno i non-combattenti smirnioti.. Poco prima del ritorno dei Turchi in città, il 9 settembre 1922, il proclama è distribuito in greco moderno nella città egea, al fine di rassicurare la popolazione.
Tuttavia, gli ordini di Kemal sono largamente ignorati dall'esercito rivoluzionario e Nureddin Pascià, il comandante delle forze turche nel distretto di Smirne, impartisce ordini contrari a quelli del suo superiore. L'obiettivo di Nureddin Pascià è in effetti quello dello sterminio delle popolazioni cristiane smirniote e le sue istruzioni sono largamente eseguite. Numerosi Armeni e Greci della città sono pertanto massacrati dall'esercito turco rivoluzionario.. Il metropolita ortodosso Crisostomo di Smirne (al secolo Chrysostomos Kalafatis), che ha rifiutato di fuggire con le truppe greche, è linciato sulla pubblica piazza. Le sue orecchie, il suo naso e le sue mani sono allora tagliate mentre viene sgozzato con un coltello.
Di fronte ai massacri, i cristiani cercano di trovar rifugio sulle navi greche ancora presenti nei porti della costa egea perché il naviglio straniero, che ha ricevuto l'ordine da ciascuno dei propri governi di restare neutrale, rifiuta in massa (con l'eccezione di alcune navi giapponesi e italiane) di prendere a bordo dei rifugiati. In questo periodo di dramma e confusione, una gran parte della città di Smirne è devastata da un incendio e le proprietà cristiane sono saccheggiate.
Le ragioni dell'incendio sono estremamente controverse: numerose fonti additano l'esercito turco come responsabile, mentre altre vi vedono le conseguenze di fatti accidentali. Lo storico e giornalista britannico Arnold Joseph Toynbee ha dichiarato che, al momento in cui aveva visitato la regione, egli aveva visto villaggi greci rasi al suolo. Inoltre, Toynbee ha raccontato che le truppe turche avevano deliberatamente incendiato le abitazioni a una a una. Il fatto che solo i quartieri greci e armeni fossero andati in fiamme, mentre quelli turchi ne erano restati indenni, ha rafforzato l'ipotesi secondo cui i Turchi avessero incendiato la città.
Nonostante tutto, la tesi opposta, secondo la quale i Greci vinti avrebbero semplicemente applicato la politica della "terra bruciata", è anch'essa credibile: numerose costruzioni che furono distrutte dall'incendio erano in effetti depositi che i Turchi avrebbero avuto ogni interesse a conservare. Tuttavia tale politica avrebbe dovuto portare alla distruzione anche delle proprietà turche, che ne risultarono invece del tutto indenni.

## Fine del conflitto

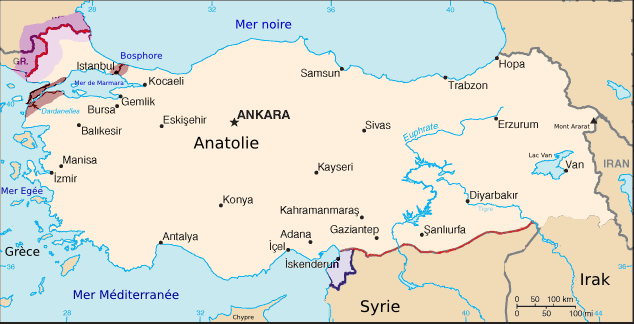
Carta della Turchia con le sue frontiere orientali precisate dal Trattato di Losanna.

L'Armistizio di Mudanya è raggiunto l'11 ottobre 1922. Gli Alleati (ossia il Regno Unito, la Francia e l'Italia) mantengono il controllo della Tracia orientale e del Bosforo. I Greci sono dunque evacuati da queste regioni. L'accordo comincia a essere applicato il 15 ottobre 1922, un giorno dopo che i Greci hanno accettato di firmare gli accordi.
L'Armistizio di Mudanya è seguito dal Trattato di Losanna, un punto strategico del quale è uno scambio di popolazioni civili su base religiosa che coinvolge circa un milione di ortodossi (in gran parte Greci) e mezzo milione di musulmani (in gran parte Turchi). La maggioranza dei Greci ortodossi sono allora insediati in Attica e in Macedonia.

### Fattori esplicativi dell'origine del conflitto
Durante il primo anno della guerra, l'esercito ellenico beneficia di numerose circostanze favorevoli: l'occupazione della regione degli Stretti da parte delle truppe britanniche priva la Turchia della sua regione più ricca (il Bosforo), e le forze armate nazionaliste turche affrontano tanto le truppe francesi in Cilicia quanto i nazionalisti armeni nella regione del Caucaso. Nonostante tutto, la situazione difficile nella quale si trovano i Turchi allo scoppio del conflitto non dura e gli eserciti kemalisti giungono a mettere in fuga uno dei loro avversari prima di tornare ad affrontare la Grecia.
Il principale fattore della disfatta della Grecia è la perdita dei suoi sostenitori fra gli Alleati durante l'autunno del 1920. Le ragioni di questo abbandono sono complesse. La mancanza di appoggi stranieri del re Costantino I, la cui politica di neutralità benevola verso la Germania ha fortemente colpito negativamente le Potenze dell'Intesa durante la prima guerra mondiale, è spesso evocata. È peraltro probabile che non si tratti altro che di un pretesto. Una spiegazione più plausibile è che dopo quattro anni di combattimenti cruenti, nessuna potenza europea abbia più la volontà d'impegnarsi in confronti supplementari per fare applicare il Trattato di Sèvres. Riconoscendo l'ascesa militare e politica della Repubblica Turca, i Paesi dell'Intesa preferiscono firmare accordi separati con i rivoluzionari di Mustafa Kemal e abbandonare le loro rivendicazioni sull'Anatolia. Anche Lloyd George, che ha sempre sostenuto i Greci, non fa molto di più che prometter loro il suo sostegno, pressato com'è dalle forze armate britanniche e dal Foreign Office di non impegnare il Regno Unito in un nuovo conflitto. Per la Grecia, ciò significa la necessità di battersi da sola dopo il 1921.

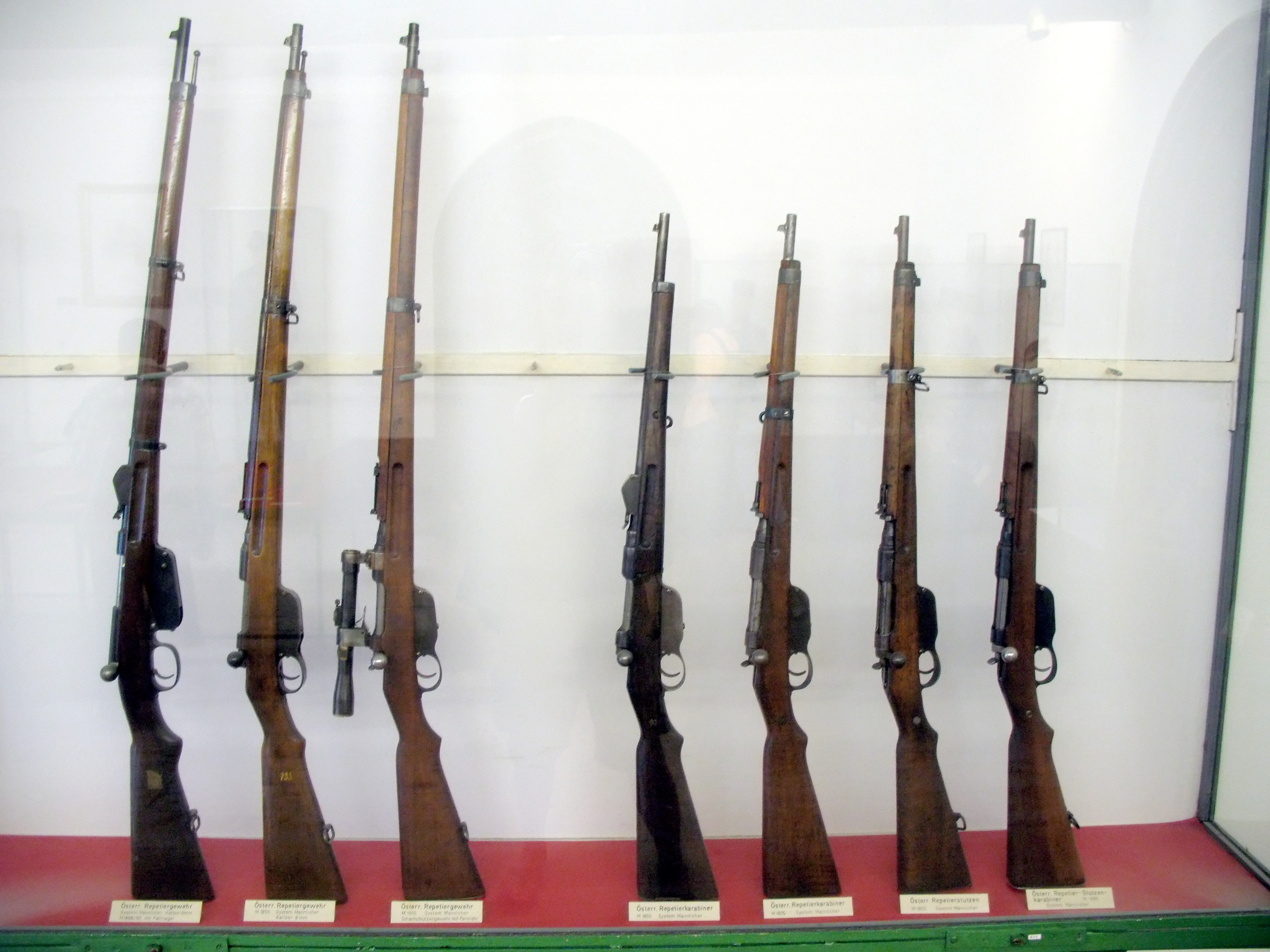
La "famiglia" dei fucili Steyr-Mannlicher

All'origine, i rivoluzionari turchi beneficiano del solo aiuto sovietico, e questo in cambio della cessione della regione di Batum. Il 4 agosto, il delegato turco a Mosca, Riza Nur, invia anche un telegramma al suo governo, affermando che i Sovietici sono pronti a inviare alle forze kemaliste 60 pezzi d'artiglieria Krupp e 30 000 proiettili, 700 000 granate, 10 000 mine, 60 000 spade rumene, 1,5 milioni di fucili ottomani presi durante la prima guerra mondiale, un milione di fucili russi, un milione di fucili Mannlicher e altri fucili britannici Martini-Henry più vecchi e 25 000 baionette.. I Sovietici forniscono ugualmente un aiuto economico al movimento nazionale turco. Quest'ultimo non si rivela tanto importante come promesso, ma è tuttavia sufficiente per controbilanciare le deficienze di forniture di armi.
Nella seconda fase del conflitto, i rivoluzionari turchi ricevono un'importante assistenza militare da parte dell'Italia e della Francia, che considerano sempre più la Grecia come una cliente della Gran Bretagna. Gli Italiani sono furiosi per aver perso il loro mandato sulla regione di Smirne a profitto del regno greco e utilizzano la loro base di Antalya (all'epoca chiamata Adalia) per armare e addestrare le truppe di Mustafa Kemal contro i Greci.
A dispetto di tutte queste considerazioni, è il contrasto fra le motivazioni e le posizioni strategiche greche e turche che sembra il fattore decisivo per l'esito del conflitto. Le forze di Mustafa Kemal difendono la loro patria contro quello che essi avvertono come un attacco imperialista. Nei suoi discorsi pubblici, il leader turco difende così l'idea di un'Anatolia costruita
Difatti, per Kemal, il combattimento non riguarda solamente la Turchia ma è piuttosto «la causa dell'Oriente». Il movimento nazionale turco si attira d'altronde le simpatie di numerosi musulmani, assoggettati a un potere colonialista e che vedono nella Turchia il solo Stato islamico veramente indipendente. Il Comitato del Califfato di Bombay apre così un fondo destinato a sostenere finanziariamente e moralmente la lotta dei nazionalisti turchi durante la guerra con i Greci. Numerose lettere d'incoraggiamento pervengono allora agli insorti, il cui esempio che segue ne illustra perfettamente il tono:
(Ibidem)
Durante tutto il conflitto, le truppe turche beneficiano di un comando strategico e tattico competente e determinato, alla testa del quale si trovano veterani della prima guerra mondiale. I Turchi approfittano d'altra parte del vantaggio di trovarsi in una situazione difensiva. All'acme dell'offensiva greca, Mustafa Kemal dichiara alle sue truppe:
(«The Mausoleum of Atatürk» sul sito del ministero turco della Cultura e del Turismo)
Si trattava di una posizione poco ortodossa, nella misura in cui la principale dottrina di difesa della I Guerra Mondiale consisteva nel «tenere una linea». Tuttavia, questa dottrina si rivela un successo per gli eserciti turchi.
Da parte greca, la disfatta è direttamente collegata agli errori strategici e operazionali e alla cattiva concezione dei piani d'invasione del territorio turco. Mentre combatte, l'esercito ellenico deve far fronte all'agitazione politica e alle divisioni della madrepatria. Nonostante la fede generale in un "vantaggio morale" contro gli "antichi nemici", sono numerosi i militari che non capiscono le ragioni della prosecuzione dei combattimenti e che sperano di tornare a casa. I Greci avanzano in territorio turco senza chiari obiettivi strategici e i mesi passano in battaglie e lunghe marce. La sola strategia seguita dallo Stato Maggiore consiste nel dare un colpo fatale ai rivoluzionari turchi per obbligarli ad accettare il Trattato di Sèvres. Questa strategia poteva certo sembrare ragionevole in quell'epoca, ma si rivela alla fin fine un grave errore di calcolo. Difatti, i Greci combattono un nemico che non fa altro che battere in ritirata e rinnovare le proprie linee di difesa, per evitare l'accerchiamento e la distruzione.
La logistica è del pari un problema ricorrente. Benché l'esercito greco non difetti di soldati, coraggio ed entusiasmo, esso è carente in breve tempo di tutto il resto. La sua debolezza economica e demografica impedisce alla Grecia di sopportare una mobilitazione prolungata, e raggiunge perciò rapidamente il suo punto limite. L'esercito ellenico oltrepassa le sue capacità logistiche e si mostra incapace di occupare un territorio tanto vasto, tanto più che esso deve costantemente far fronte agli attacchi delle truppe di regolari e di irregolari turchi, che combattono sul loro proprio terreno. L'idea che un esercito così importante come quello greco possa basare la propria offensiva principalmente sul sostentamento da parte dei territori occupati si rivela ugualmente un errore.

## Atrocità e pulizia etnica

### Massacri di Turchi da parte dei Greci
Lo storico britannico Arnold J. Toynbee (all'epoca in diplomazia) scrive che dei massacri sono stati compiuti dai Greci fin dall'inizio dell'occupazione di Smirne, il 15 maggio 1919. Spiega che sua moglie e lui stesso sono stati testimoni delle atrocità perpetrate dai Greci nelle regioni di Yalova, Gemlik e Ismid e che non solamente essi hanno visto numerose abitazioni date alle fiamme, ma hanno del pari potuto osservare cadaveri e ascoltare i resoconti dei sopravvissuti in stato di choc. Toynbee afferma infine di essere stato testimone di razzie organizzate da civili greci e di incendi volontari appiccati da soldati ellenici in uniforme.
La commissione interalleata della Penisola di Yalova-Gemlik scrive ugualmente il 23 maggio 1921, a proposito dell'occupazione greca dell'Anatolia occidentale:

(Arnold J. Toynbee, op. cit., p. 284)
La Commissione interalleata stabilisce ugualmente che la distruzione dei villaggi e lo sradicamento della popolazione musulmana potrebbe avere come obiettivo di attuare nella regione una situazione politica favorevole al governo greco.
M. Gehri, rappresentante della Croce Rossa Internazionale, che accompagna la Commissione inter-alleata, scrive per suo conto:
(Arnold J. Toynbee, op. cit., p. 285)

Arnold J. Toynbee scrive di aver ottenuto prove convincenti che simili atrocità sono state commesse nel resto delle regioni occupate dai Greci dopo il giugno 1921. Toynbee spiega in effetti che 
(Arnold J. Toynbee, op. cit., p. 318)

### La politica greca della terra bruciata
Secondo un certo numero di fonti, la ritirata dell'esercito greco dai territori occupati d'Anatolia nell'ultima fase del conflitto s'accompagna a una politica della terra bruciata.
James Loder Park, il vice-console statunitense a Costantinopoli, visita una gran parte delle regioni devastate appena dopo l'evacuazione dei Greci e descrive la situazione nelle città e nei villaggi che circondano Smirne in questi termini:
Il console Park conclude così:
2º- La percentuale degli edifici distrutti in ognuna delle quattro ultime città citate raggiunge il 90% a Manisa, il 90% a Cassaba (Turgutlu), il 70% ad Alaşehir e il 65% a Salihli.

3º- L'incendio di queste città non è stato incoerente, né intermittente, né accidentale, ma ben pianificato e interamente organizzato.

4°- Vi sono stati numerosi casi di violenza fisica, la maggior parte deliberata e senza vergogna alcuna. [...] Possiamo senza pericolo congetturare che le "atrocità" commesse dai Greci in ritirata si contano a migliaia nelle quattro città di cui parliamo. Esse si sono manifestate sotto le tre forme di atrocità abituali in casi similari: uccisioni, torture e stupri.»
(Il vice-Console statunitense James Loder Park al Segretario di Stato, Smirne, 11 aprile 1923, Archivi US767.68116/34)
Quanto a lui, Kinross scrive:
(Lord Kinross, op. cit., p. 318)
Si stima che 3 000 vite furono perdute nel solo incendio di Alaşehir. Il 14 febbraio 1922, tutti gli abitanti del villaggio turco di Karatepe, situato nel vilayet di Aydın, sono riuniti nella moschea prima che fosse data alle fiamme. I rari sopravvissuti dell'incendio sono in seguito abbattuti dai proiettili. Il console italiano, M. Miazzi, riporta che ha visitato un villaggio turco in cui i Greci hanno sterminato circa sessanta donne e bambini. Le sue informazioni sono corroborate dal capitano Kocher, il console francese.

### Massacri turchi di Greci e Armeni e il genocidio
Numerosi giornali occidentali riportano gli abusi commessi dalle forze turche contro le popolazioni cristiane, principalmente greche e armene. Lo storico britannico Tonybee spiega che le truppe turche hanno deliberatamente messo a fuoco case di Greci, gettandovi petrolio e curando di assicurarsi della loro distruzione totale. Massacri si producono lungo tutto il periodo 1920-1923, altrimenti detto della guerra d'indipendenza turca, e gli Armeni dell'Est e del Sud e i Greci pontici ne sono le principali vittime.

Secondo il Times di Londra: 
 Il Belfast News Letter scrive, quanto a lui, che 
Il governatore turco della provincia di Sivas, Ebubekir Hazim Tepeyran, dichiara nel 1919 che i massacri sono così orribili che egli non può sopportare di riferirli. Fa allora riferimento alle atrocità commesse dai Turchi nelle regioni del mar Nero. Secondo le cifre ufficiali, 11 181 Greci sono massacrati nel 1921 dall'Esercito centrale comandato da Nureddin Pascià. In seguito a questi massacri, certi deputati del parlamento turco domandano che Nurettin Paşa sia condannato a morte e si decide di sottoporlo a giudizio. Tuttavia il processo è in seguito revocato dall'intervento di Mustafa Kemal.
Secondo The Scotsman, i Turchi massacrano 5 000 cristiani nel distretto di Karamusal, a sud-est d'Ismid, il 18 agosto 1920.

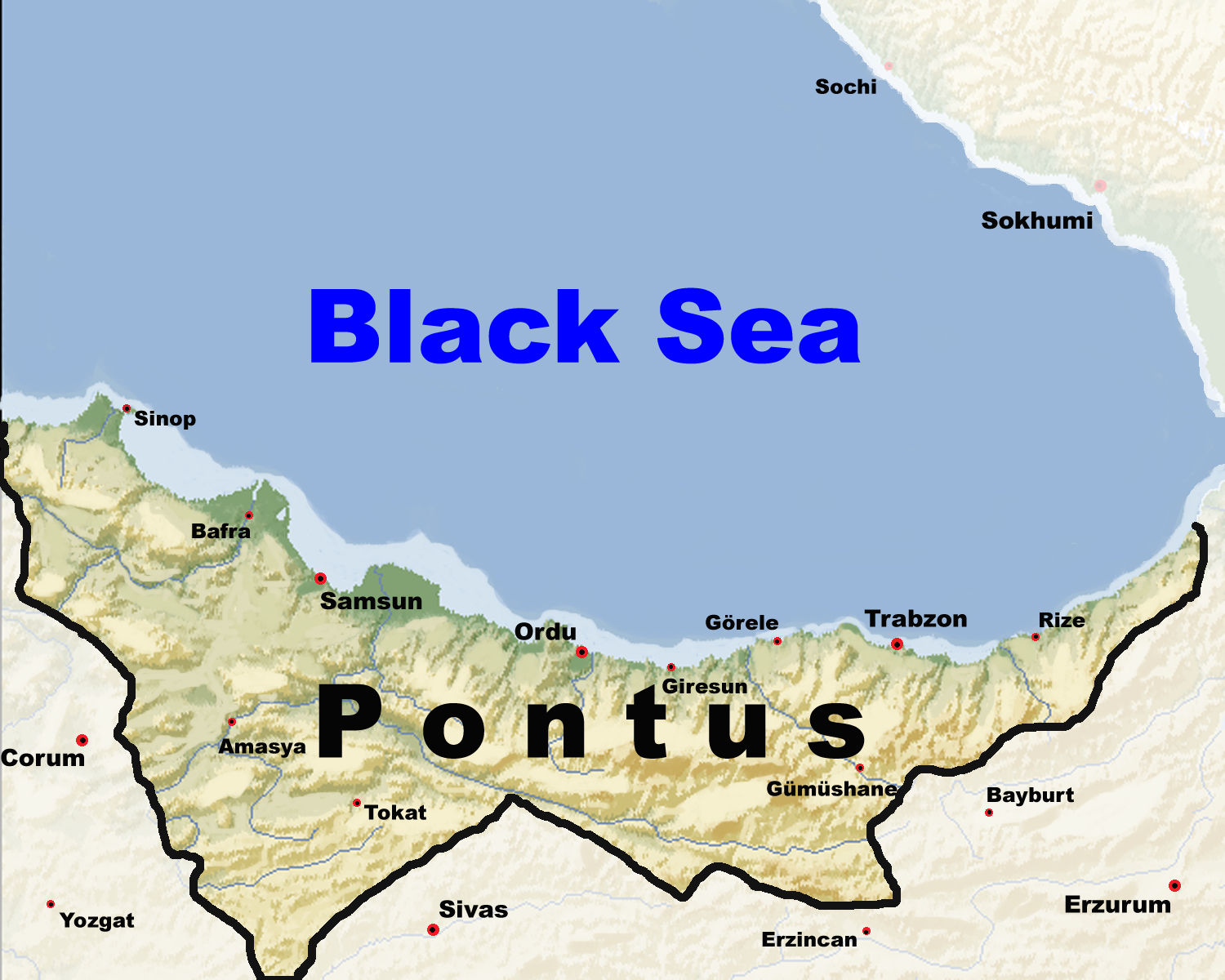
La regione del Ponto, sulle sponde del mar Nero.

Numerosi massacri di Greci si producono nella regione del Ponto e costoro sono riconosciuti in Grecia e a Cipro come atti di genocidio. Così, il 25 febbraio 1922, 24 villaggi greci del Ponto sono rasi al suolo da incendi. Descrivendo la scena, l'Atlanta Observer nota: 
 Durante i primi mesi del 1922, 10 000 greci sono uccisi dalle forze kemaliste, secondo il Belfast News Letter.

I soccorsi statunitensi sono ugualmente trattati con grande mancanza di rispetto, e ciò anche quando si lavora per prestare aiuto ai civili musulmani. Il Christian Science Monitor scrive che le autorità turche vietano ai missionari e alle organizzazioni umanitarie di portare soccorso ai civili greci, le cui case sono state incendiate. Il giornale scrive anche che 
Oggigiorno un certo numero di governi riconosce il massacro dei Greci pontici come un genocidio. Così, nel 2002, George E. Pataki, il governatore di origine greca di New York, Stato americano dove non a caso risiede una consistente comunità d'origine greca, dichiara che le popolazioni elleniche d'Asia Minore hanno subìto crudeltà indescrivibili da parte del governo turco.

Numerose popolazioni greche sono obbligate a lasciare le loro terre ancestrali di Ionia, del Ponto e di Tracia orientale fra il 1914 e il 1922. In seguito, il Trattato di Losanna proibisce a queste comunità, così come ai Greco-americani originari dell'Asia Minore, di rientrare in Turchia. Secondo lo storico Norman Naimark, 
 Secondo Dinah Shelton, 

### Nelle arti

#### In letteratura
- Tasos Athanasiadis, The Children of Niovi (Τα Παιδιά της Νιόβης), 1981 - romanzo.
- Louis de Bernieres, Des Oiseaux sans ailes, 2004 - romanzo.
- Thea Halo, Not Even my Name, 2000 - memorie.
- Ernest Hemingway, «Sul lungomare di Smirne», in Dei nostri giorni, 1925 - racconto.
- Jeffrey Eugenides, Middlesex, 2003 - romanzo.
- Panos Karnezis, Il labirinto, 2004 - romanzo.
- Nikos Kazantzakis, Il Cristo ricrocifisso (o La Passione greca) (Ο Χριστός Ξανασταυρώνεται), 1948 - romanzo.
- Dido Sotiriou, Addio Anatolia (Ματωμένα Χώματα, 1962), Kedros, 1997.
- Elias Venezis, Number 31328 (Το Νούμερο 31328, 1924; 1931)

#### Al cinema e in televisione
- Tasos Athanasiadis, I ragazzi di Niovi (Τα Παιδιά της Νιόβης), 2003 - serie televisiva greca.
- Il ribelle dell'Anatolia film del 1964, regia di Elia Kazan,

#### Musica operistica
- Bohuslav Martinů, La Passion grecque (Řecké pašije), 1961.